# Annedore Leber
Annedore Leber fue una periodista, editora y política alemana que se comprometió en la resistencia alemana al nazismo.

## Biografía
Annedore Leber, de soltera Rosenthal, nació el 18 de marzo de 1904 como hija del director de escuela Georg Rosenthal y su esposa Auguste Rosenthal, de soltera Bauch. Era una familia burguesa y Georg Rosenthal educó a su hija, que no fue a un colegio. En 1922 Annedore Rosenthal aprueba el bachillerato como alumna externa en un colegio en Rudolstadt, Turingia o en Lübeck, hoy parte de Schleswig-Holstein.
Empezó a estudiar jurisprudencia en 1922 pero no terminó la carrera. Luego estuvo de aprendiz en una sastrería y en 1935 aprobó el examen de maestría.
En 1927 se había casado con Julius Leber y se convirtió en miembro del Partido Socialdemócrata de Alemania (SPD). La pareja tuvo dos hijos. Julius Leber, un miembro prominente de la resistencia alemana al nazismo, fue encarcelado en 1933 y pasó varios años en diferentes prisiones y campos de concentración. Annedore Leber se mudó con sus hijos a Berlín y después de su examen de maestría regentó una sastrería mientras que trató de lograr la liberación de su esposo.
Finalmente, el 5 de mayo de 1937, Julius Leber fue puesto en libertad. La pareja se comprometió de nuevo en la resistencia alemana. Tuvieron contacto con miembros de la resistencia en el Ejército y del Círculo de Kreisau. Leber apoyó a su esposo en sus actividades en la resistencia y mantuvo contactos con grupos de la resistencia. En 1938 Leber se convirtió en directora del departamento para patrones de costura de una editorial. Su oficina en la editorial fue usada para mantener los contactos entre miembros de la resistencia. Cuando Julius Leber fue encarcelado de nuevo en julio de 1944, Annedore Leber y sus hijos también fueron encarcelados entre agosto y finales de septiembre de 1944. El 20 de octubre de 1944 Julius Leber fue condenado a muerte y el 5 de enero de 1945 fue ejecutado.
Después de la guerra Annedore Leber fue una de los editores de un periódico en Berlín. Tenía el objetivo de convencer a las mujeres de participar en la política alemana. Para este fin fundó una revista (Mosaik), que combinó temas tradicionales para mujeres con los de política para informar sobre el tema y fomentar posturas democráticas. También empezó a comprometerse en la política, primero como jefa del secretariado de las mujeres del Partido Socialdemócrata de Alemania (SPD) y en 1946 como diputada de la SPD en la asamblea de concejales de Berlín.
Aproximadamente en 1950 fundó una editorial (Mosaik-Verlag), que se dedicó a publicar material relacionado con la resistencia alemana al nazismo. Además editó textos de Julius Leber y publicó un libro con biografías cortas de miembros (hombres y mujeres) de la resistencia.
De 1954 a 1962 fue diputada del distrito Berlín-Zehlendorf y de 1963 a 1967 fue miembro de la Cámara de Diputados de Berlín.
El 28 de octubre de 1968 murió en Berlín.